# Pomoří
Pomoří, též Gdaňské nebo Východní Pomoří (polsky Pomorze Gdańskie či Pomorze Wschodnie; kašubsky Pòrénkòwô Pòmòrskô; německy Pommerellen; latinsky Pomerelia), je historická země při pobřeží Baltského moře, od roku 1945 součást Polska, v jehož rámci od roku 1999 rozdělená mezi nynější samosprávná vojvodství Pomořské a Kujavsko-pomořské. Historickou metropolí je Gdaňsk. Pomoří je domovem druhé největší polské národnostní menšiny, Kašubů.

## Název
Starý slovanský název Pomorьje („Země podél moře“) je v historii a geografii užíván poněkud matoucím způsobem, protože v polském prostředí se pojem Pomoří (Pomorze) vztahoval a vztahuje na velkou část jižního baltského pobřeží, tedy také na dříve římsko-německé, resp. německé, dnes mezi Polsko a Německo rozdělené Pomořany – ty však latina, němčina i čeština odlišují. Důvodem je zde jiný úhel pohledu. Římsko-německé prostředí neakceptovalo původní slovanské názvy území. Vždy když byla podmaněna nová oblast, získala od nových pánů nový název a tak Lužice se staly Saskem, země Luticů se stala Braniborskem, Západní Pomoří se stalo Pomořanskem, severozápadní Velkopolsko se stalo Novou Markou, Východní Pomoří se stalo Západním Pruskem, Velkopolsko se stalo Poznaňskem (Posen) apod. Argumentování jiným etnicko-státoprávním vývojem pro změnu názvu území je zavádějící, protože jiný etnicko-státoprávní vývoj je výsledkem výboje a ne naopak. Polština ale jak Pomoří, tak Pomořany označuje stejně a rozlišuje mezi nimi pouze přívlastky: Pomořany jsou tedy „Západní Pomoří“ (Pomorze Zachodnie) či „Pooderské Pomoří“ (Pomorze Nadodrzańskie), protože z pohledu Poláků, ale i Kašubů je důležitá situace před výbojem a změny zavedené dobyvateli samozřejmě neuznávají. Kašubové původně žili v celém Pomoří (tedy i v tzv. Pomořansku) a celou oblast mezi Vislou a deltou Odry považovali za jednu zemi. Tento pohled od nich přejaly sousedící slovanské kmeny, které později vytvořily polský stát. Proto polsko-kašubské prostředí používá jednotný název pro Pomoří i Pomořansko. V době, kdy římsko-německé prostředí zavádělo nové názvy pro dobytá území, český stát byl součástí Svaté říše římské, proto čeština přijala názvosloví vycházející z tohoto prostředí.

## Symboly Pomoří

znak Pomoří v odlišném designu, červený gryf na stříbrném poli
znak Pomořského vojvodství, černý gryf na zlatém poli
alternativní znak Pomořského vojvodství

## Dějiny

### Středověk
Během 6. století obsadily uprázdněné oblasti od ústí Visly až téměř po ústí Labe slovanské kmeny. Do konce 10. století se v prostoru mezi Vislou (na východ od níž sídlili Prusové) a Odrou (na západ od ní byl svaz Luticů/Veletů) ustavil raně středověký stát kmene, resp. kmenového svazu Pomořanů, jenž vynikal pozoruhodnou městskou kulturou (Štětín, Wolin, Kamień Pomorski, Kolobřeh, Gdaňsk). Pomořané vytvořili stát, od poloviny 12. století pod vládou vlastní dynastie Samborovců, který existoval do 1294 roku.
Během své existence byl tento stát střídavě plně nezávislý nebo v lenní závislosti na polském státu. Poprvé Pomoří bylo připojeno k Polsku za vlády Měška I. v druhé polovině 10. století. Během kolapsu polského státu za vlády Kazimíra I. v roce 1038 se Pomoří osamostatnilo. Ovšem v roce 1048 bylo Kazimírem opět připojeno k Polsku. Na počátku vlády Boleslava II. se Pomoří opět osamostatnilo (kolem roku 1060). Na krátko bylo Pomoří připojeno k Polsku v roce 1090 za vlády Vladislava I.
Trvalou lenní závislost na Polsku Pomoří přijalo v roce 1119 za vlády polského knížete Boleslava III. Vládu ve jménu polského knížete na pomoří spravoval místodržící. V roce 1155 titul místodržícího získal Soběslav, který dal počátek dynastii Samborovců (Sobiesławiców). Během feudálního rozdrobení Polska Samborovci získávali pořád větší samostatnost. V roce 1210 místodržící Mstivoj I složil lenní přísahu dánskému králi, ale už v roce 1211 opětovně složil lenní přísahu polskému seniorálnímu knížeti Leškovi I.
Po Leškově smrti v roce 1227 se Pomoří stalo jedním ze suverénních státu rozdrobeného Polska, i když na jejím trůně nevládli Piastovci, ale členové Samborovské dynastie. V roce 1282 pomořanský kníže Mstivoj II uzavřel pakt s velkopolským knížetem Přemyslem II. Součástí dohody bylo ustanovení, že kdo z nich bude žít déle zdědí knížectví toho druhého. Když v roce 1294 Mstivoj II zemřel Pomoří získal Přemysl II. a připojil ho ke svému knížectví. V roce 1295 se Přemysl II. korunoval na polského krále, ale už v roce 1296 byl zavražděn. V následujících letech Pomoří bylo v držení různých polských knížat střídavě s Přemyslovci vystupujícími zde v roli polských králů. Po 1306 roku v souboji o vládu nad Polskem vyhrál kujavský kníže Vladislav I. Lokýtek, který získal vládu také nad Pomořím. Ovšem v roce 1308 Gdaňsk obsadili Braniborci. Vladislav I požádal o pomoc Řád německých rytířů, ovšem netušil jak velkou chybu udělal. Místo pomoci Řád zabral Pomoří pro sebe.
V letech 1308/09 bylo území zabráno řádem německých rytířů, který tak na 157 let odřízl polský (resp. později polsko-litevský) stát od přístupu k moři a pozýváním německých, holandských a fríských kolonistů (německá východní kolonizace) silně a na dlouhá staletí změnil etnický i kulturně-hospodářský ráz oblasti.

### Pod polskou svrchovaností

Znak Pomořského vojvodství (1466–1772), červený gryf na stříbrném poli

Výsledkem druhého toruňského míru (1466) bylo rozdělení pruského řádového státu, přičemž Pomoří se jako součást tzv. Královských Prus stalo volně připojenou součástí Polské koruny. To se změnilo roku 1569, kdy se polsko-litevské soustátí změnilo lublinským aktem v reálnou unii a také Královské Prusy byly inkorporovány do Polska – jejich autonomie byla podstatně omezena, ale uchovaly si některé svébytné instituce a rysy, hlavně vlastní stavovskou obec.
Pomoří bylo od připojení k Polsku už pevně územně definováno a administrativně uspořádáno: stalo se vojvodstvím o rozloze necelých 13 000 km² (z čehož 463 km² bylo v přímé držbě Gdaňsku), ohraničeným tokem Visly, mořským břehem, zemí lęborsko-bytowskou, Zadními Pomořany (tj. Říší), Velkopolskem a Kujavskem. Pomoří tvořilo jedno ze tří vojvodství, resp. čtyř zemí Královských Prus. Dále se dělilo na 8 poviatů:
- pucký,
- mirachowský,
- gdaňský,
- nowský,
- tczewský,
- świecký,
- tucholský,
- człuchowský.

V letech 1637–57 bylo Pomořské vojvodství ještě rozšířeno o zemi lęborsko-bytowskou (předtím léno Polské koruny v držbě pomořanských knížat), jež byla řazena jako 9. poviat. V čele vojvodství stál vojvoda s právem vést zemskou hotovost, svolávat sejmík a předsedat zemskému soudu, jeho zástupcem byl gdaňský kastelán, pod ním stál podkomoří pro záležitosti hospodářsko-správní.

### V rámci Pruska a Německa
Roku 1772 při prvním dělení Polska byly téměř celé Královské Prusy (s výjimkou Gdaňska a Toruně) zabrány Pruskem a následujícího roku proměněny v provincii Západní Prusko (Provinz Westpreußen). Gdaňsk a Toruň byly Pruskem zabrány během druhého dělení Polska v roce 1793. Poláci i Kašubové byli v XIX. století vystaveni silné germanizaci, zvláště v období působení kancléře Bismarcka. Dělení Polska Ruskem, Pruskem a Rakouskem se stalo zdrojem trvalého napětí mezi Poláky a Němci s Rusy na straně druhé.

### 20. století

Národnostní situace ve východních částech Německé říše v roce 1910 (Němci, Poláci); Pomoří, tehdy jako součást provincie Západní Prusko (Westpreuszen), je uprostřed nahoře

Po obnovení polské státnosti byla část Pomoří v podobě tzv. Gdaňského koridoru z vůle vítězných velmocí (zejména USA a Francie) připojena v roce 1920 k Polsku a začleněna do nově ustaveného Pomořského vojvodství. (Zbytek historického Pomoří spadl pod jurisdikci polosamostatného Svobodného města Gdaňsku.) Vlivem masivního, částečně též polskými úřady vynucovaného vystěhovávání Němců – z ekonomických i národnostních důvodů – v novém polském vojvodství poklesl procentní podíl německojazyčného obyvatelstva z téměř 43 % (1910) na necelých 19 % (1921) a nadále silně klesal. Jak místní německá menšina, tak zejména německý stát a veřejnost se nesmířili s polskou nadvládou nad Pomořím a oddělením Gdaňska i Východního Pruska od vlastního Německa, což bylo zdrojem trvalého německo-polského napětí, jež velmi zesílilo ke konci 30. let. Trvalý požadavek scelit znovu německé území a odčinit „versailleskou křivdu“ vedl nakonec ke stupňujícímu se tlaku na Polsko, jež se životně důležitého koridoru a gdaňského obchodního uzlu odmítalo vzdát; výsledkem byl nakonec výbuch druhé světové války, která začala právě v tomto prostoru.

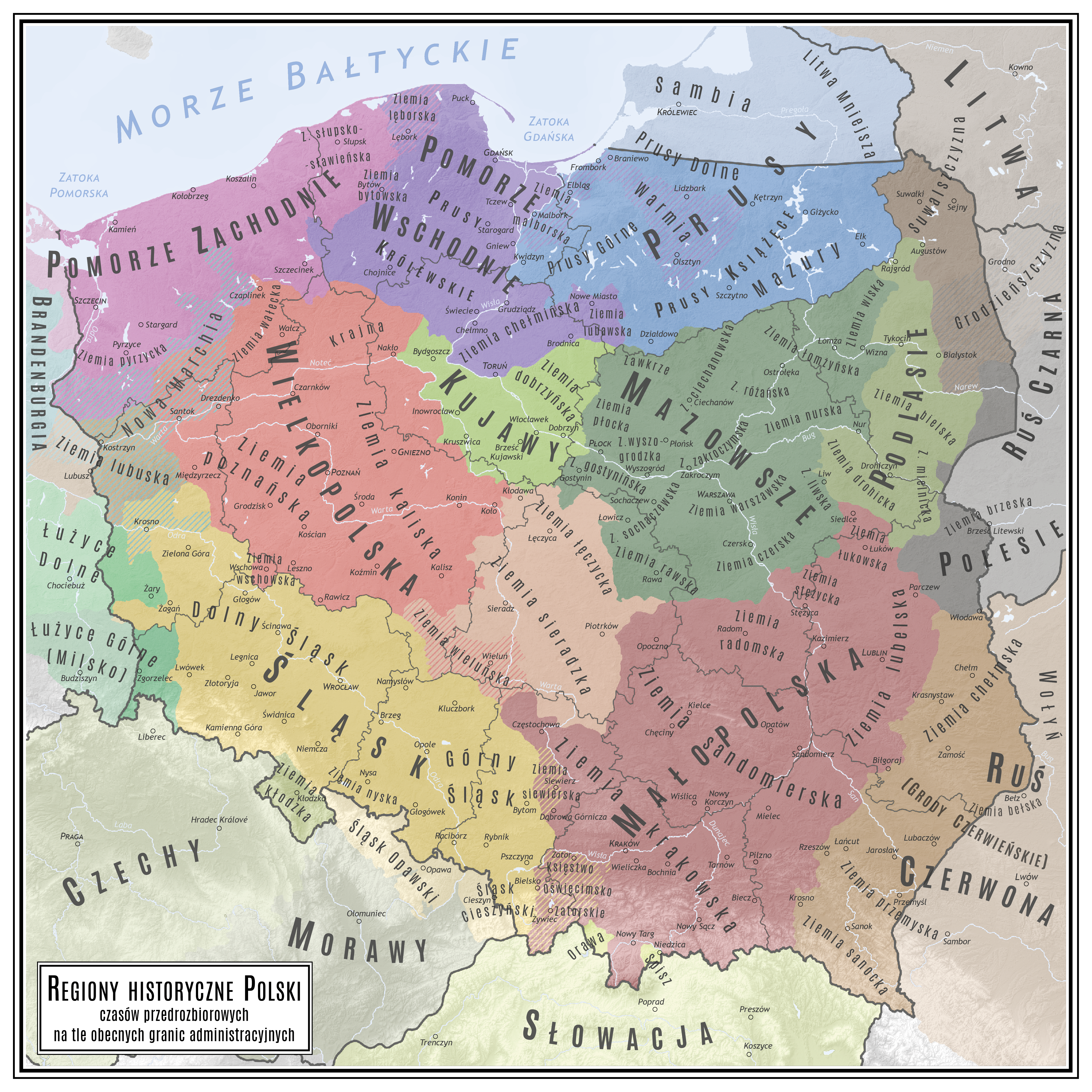
Pomoří a další historické země Polska na pozadí moderních správních hranic

Během německého útoku na Polsko bylo Pomoří obsazeno Německem. 7. září se vzdala polská základna na území Svobodného města Gdaňsk, 14. září německá vojska dobyla polský přístav Gdyně a 19. září byly poraženy polské jednotky bránící se v kapse u Oksyvské Kupy (Kępa Oksywska) na sever od Gdyně. Poslední polské jednotky na Pomoří se bránily na Helské kose, kde se polská námořní základna ve městě Hel vzdala teprve 2. října. Polská armáda byla v Polsku Němci poražena, ale polský stát nekapituloval, polská vláda se přesunula do západní Evropy a vytvořila nové vojenské jednotky ve Francii a Velké Británii a pokračovala v boji proti Německu. Hitler ovšem část polského okupovaného území, včetně Pomoří, připojil přímo k Německu. Německá okupační administrativa tu vytvořila říšskou župu Gdaňsk-Západní Prusko (Danzig-Westpreussen) o rozloze 26 000 km². Vzápětí začala bezohledná a krutá nacistická politika nejen pouhého národnostního útlaku, ale přímo snaha o vyhlazení anebo vyhnání Poláků, Kašubů a Židů, což trvalo až do samého závěru války (masakr v Piasnicy, říjen 1939 – duben 1940); zejména v tomto ohledu nechvalně proslul zdejší koncentrační tábor Stutthof.
V únoru až dubnu 1945 bylo Rudou armádou a polskou lidovou armádou během Východopomořanské operace dobyto území podél jižního baltského pobřeží po Odru. Po konci války bylo k Polsku jako jedno z tzv. znovuzískaných území připojeno nejen celé Pomoří i s Gdaňskem, ale též sousední Zadní Pomořany a malý pruh Předních Pomořan až k Odře. Místní německá populace byla vyhnána, území dosídleno Poláky z tzv. Kresů (bělorusko-ukrajinských oblastí) a Kašubové vystaveni silné polonizaci.